# Louis Jadot

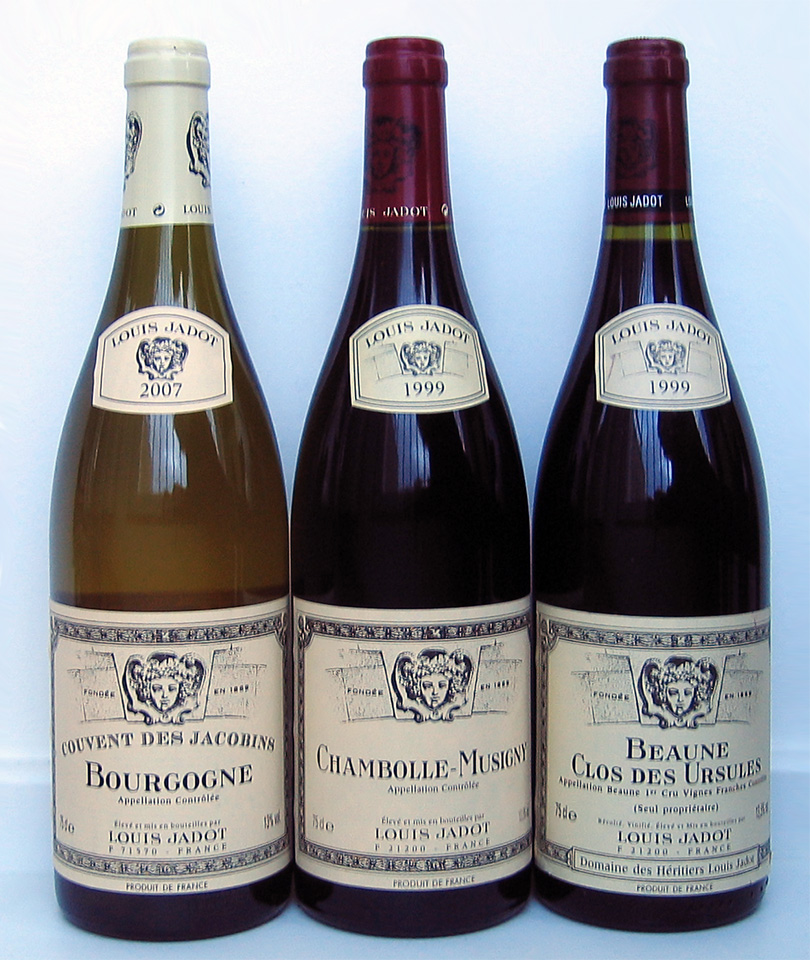
Couvent des Jacobins, Chambolle-Musigny und Beaune Clos des Ursules

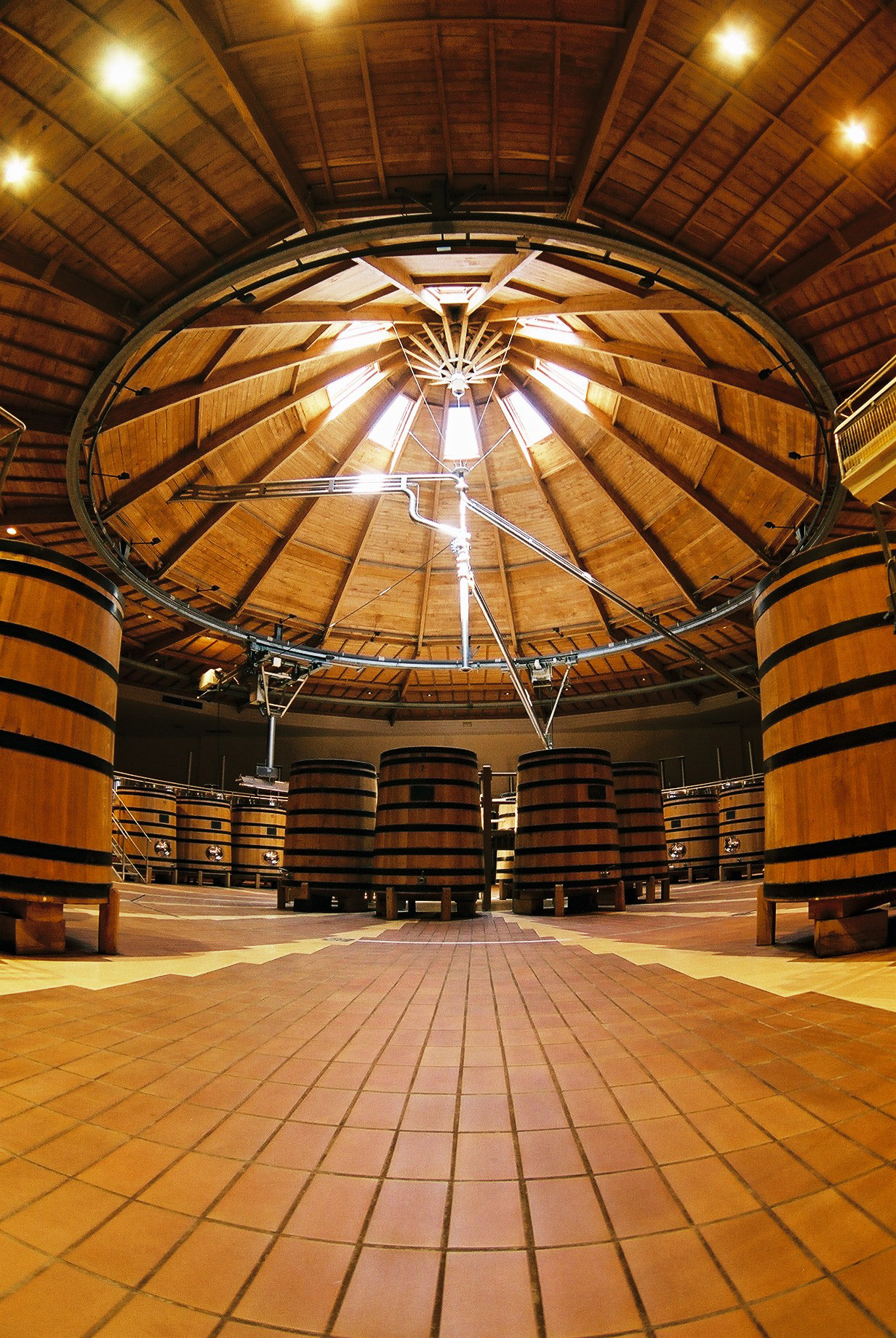
Produktions- und Lagerhalle

Louis Jadot ist ein französischer Weinproduzent und -handel, der seit 1985 zum 1944 gegründeten US-Konzern Kobrand Fine Wine & Spirits gehört, aber weiterhin von der Familie Gagey geführt wird. Sein Sitz ist im burgundischen Beaune. Das Unternehmen ist als Société par actions simplifiée (kleine Aktiengesellschaft) eingetragen und erwirtschaftet jährlich mit einer Produktion von 8 bis 9 Mio. Flaschen einen Umsatz von ca. 60 Mio. Euro. 85 bis 90 Prozent gehen in den Export.

## Geschichte
Der Belgier Louis Henry Denis Jadot gründete 1859 das Weingut mit 15 ha. Darunter war auch die 2,7 ha große Clos des Ursules in Les Vignes Franches, heute als 1er Cru klassifiziert. Nachfolgende Generationen erweiterten das Gelände auf etwa 200 ha. Dazu gehören sehr berühmte und hoch bewertete Lagen in Aloxe-Corton, Puligny-Montrachet und im Beaujolais, Côte d’Or und im Mâcon. Louis Auguste Jadot (1900–1962), Sohn von Louis Baptiste und Winzer in der 3. Generation,  wurde 1945 von Rudy Kopf, Inhaber der Firma Kobrand aufgesucht, der einen französischen Partner für Importe in den US-Markt suchte. Kobrand wurde einziger Importeur für den US-Markt.
1954 stieg André Gagey in das Weingut ein und beerbte Auguste Jadot 1962 als sein Nachfolger. Eigentlich wäre Augustes Sohn Louis-Alain sein Nachkomme gewesen, doch André wurde als Stellvertreter eingesetzt, bis dieser volljährig geworden wäre. Louis-Alain starb jedoch 1968 bei einem Autounfall, bevor er seine Aufgabe wahrnehmen konnte. Die vier Schwestern von ihm wollten alle nicht im Weingeschäft engagieren und so blieb Gagey Geschäftsführer des Weingutes. Die Witwe Jadot verkaufte das Weingut 1985 an die Familie Kopf. Dies war der erste Verkauf eines burgundischen Weinguts an ein ausländisches Unternehmen, dem die französische Regierung zustimmen musste. Im selben Jahr starb Rudy Kopf mit 80 Lebensjahren, nur wenige Monate, nachdem der Jadot-Deal abgeschlossen war. Seine drei Töchter Patricia Colagiuri, Sue Mueller und Brenda Helies erbten den Besitz von Kobrand und führten das Geschäft fort. Kurz darauf kamen Gerüchte auf, die drei Schwestern wollten die Marke Louis Jadot für 148 Mio. Dollar an eine Holdinggesellschaft verkaufen. Das Fachjournal Wine Spectator kolportierte, „die Manager von Kobrand und Jadot fühlten sich betrogen, dass die Schwestern einem Verkauf sehr nahe gekommen seien“, doch Sue Mueller versicherte, dass sie sich bei einem derart hohen Angebot verpflichtet gefühlt habe, dieses genau zu prüfen, es aber nie ihre Absicht gewesen wäre, dies tatsächlich zu tun.
Sohn Pierre-Henry (* 1955) hatte Wirtschaftswissenschaften in Paris studiert und folgte auf André, doch auch er wird demnächst an seinen Sohn Thibault Gagey – der Älteste von vier Kindern – die Geschäfte übergeben, der seit 2014 im Betrieb mitarbeitet. 40 ha sind noch im Familienbesitz, werden aber mit den übrigen bewirtschafteten Flächen von Kobrand vermarktet.